# Gracie (film)
Pour les articles homonymes, voir Gracie.
Pour plus de détails, voir Fiche technique et Distribution.
Gracie est un film américain de Davis Guggenheim sorti en 2007. Le scénario est inspiré d'une histoire, illustrant le combat des femmes dans les années 1970 pour pratiquer certains sports.

## Synopsis
Inspiré de faits vécus de la vie de la famille Shue, Gracie relate l'histoire d'une jeune fille qui, à la suite du décès de son frère vedette de l'équipe de football du collège, décide de réaliser un rêve et de le remplacer au sein de l'équipe. Le film se déroule à la fin des années 1970 et Gracie devra faire face à plusieurs contraintes avant de s'aligner dans une équipe de garçons.

## Fiche technique
- Titre : Gracie
- Réalisation : Davis Guggenheim
- Scénario : Lisa Marie Petersen, Karen Janszen, Andrew Shue, Ken Himmelman et Davis Guggenheim
- Musique : Mark Isham
- Photographie : Chris Manley
- Montage : Elizabeth Kling
- Production : Davis Guggenheim, Andrew Shue, Elisabeth Shue et Lemore Syvan
- Société de production : Elevation Filmworks, Picturehouse et Ursa Major Films
- Société de distribution : Picturehouse (États-Unis)
- Pays :  États-Unis
- Genre : Biopic et drame
- Durée : 95 minutes
- Dates de sortie : 
  - États-Unis : 1er juin 2007

## Distribution
- Elisabeth Shue (VQ : Johanne Léveillé) : Lindsay Bowen
- Carly Schroeder (VQ : Catherine Trudeau) : Gracie Bowen
- Andrew Shue (VQ : Patrice Dubois) : Coach Owen Clark
- Dermot Mulroney (VQ : Daniel Picard) : Bryan Bowen
- Jesse Soffer : Johnny Bowen
- Christopher Shand (VQ : Hugolin Chevrette) : Kyle Rhodes
- Karl Girolamo (VQ : Nicolas Charbonneaux-Collombet) : Curt
- John Doman (VQ : Benoit Rousseau) : Coach Colasanti
- Julia Garro (VQ : Bianca Gervais) : Jena Walpen